# Geeren

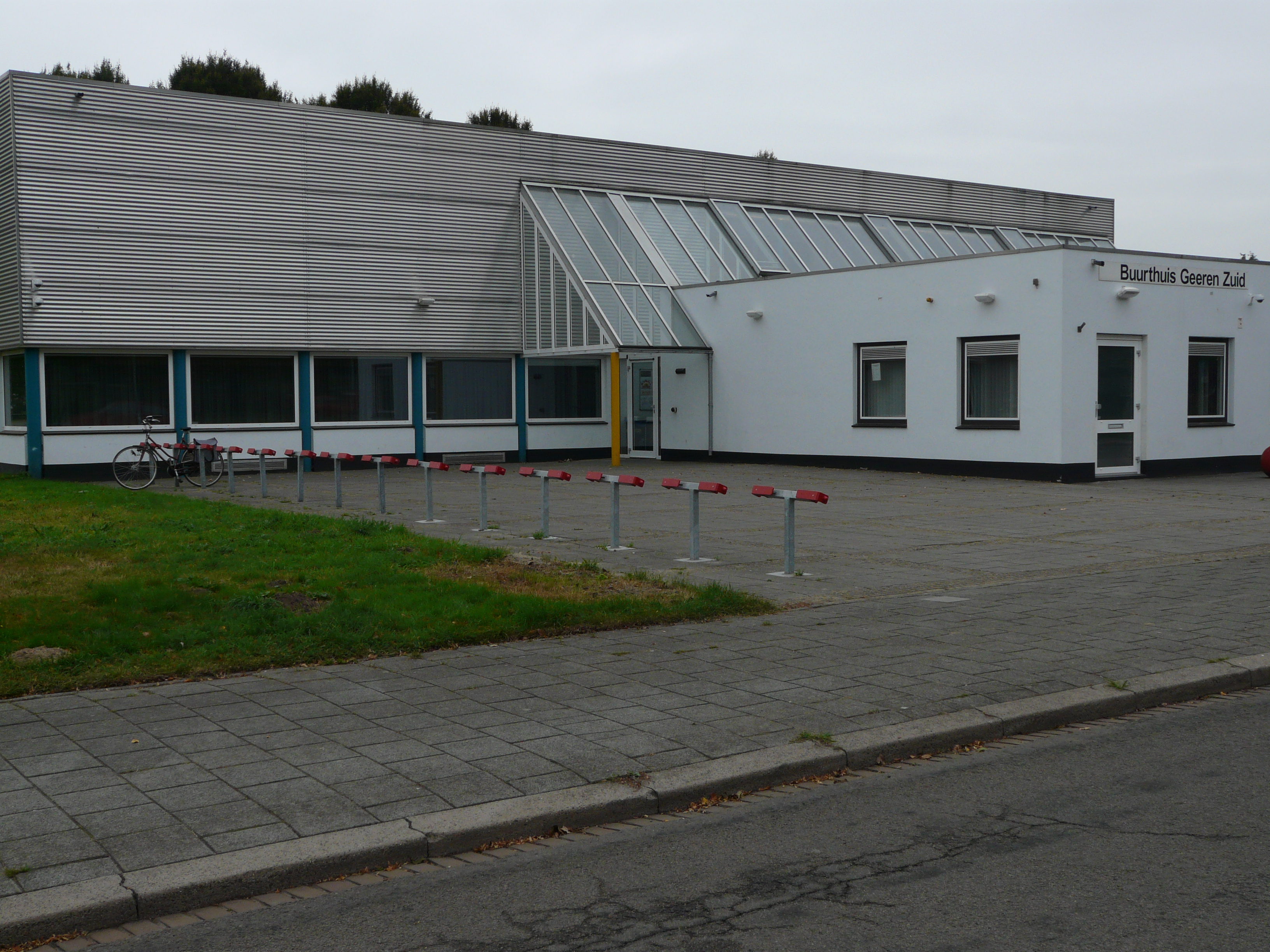
Buurthuis Geeren-Zuid

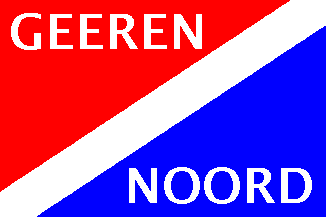
Dorpsvlag van Geeren-Noord

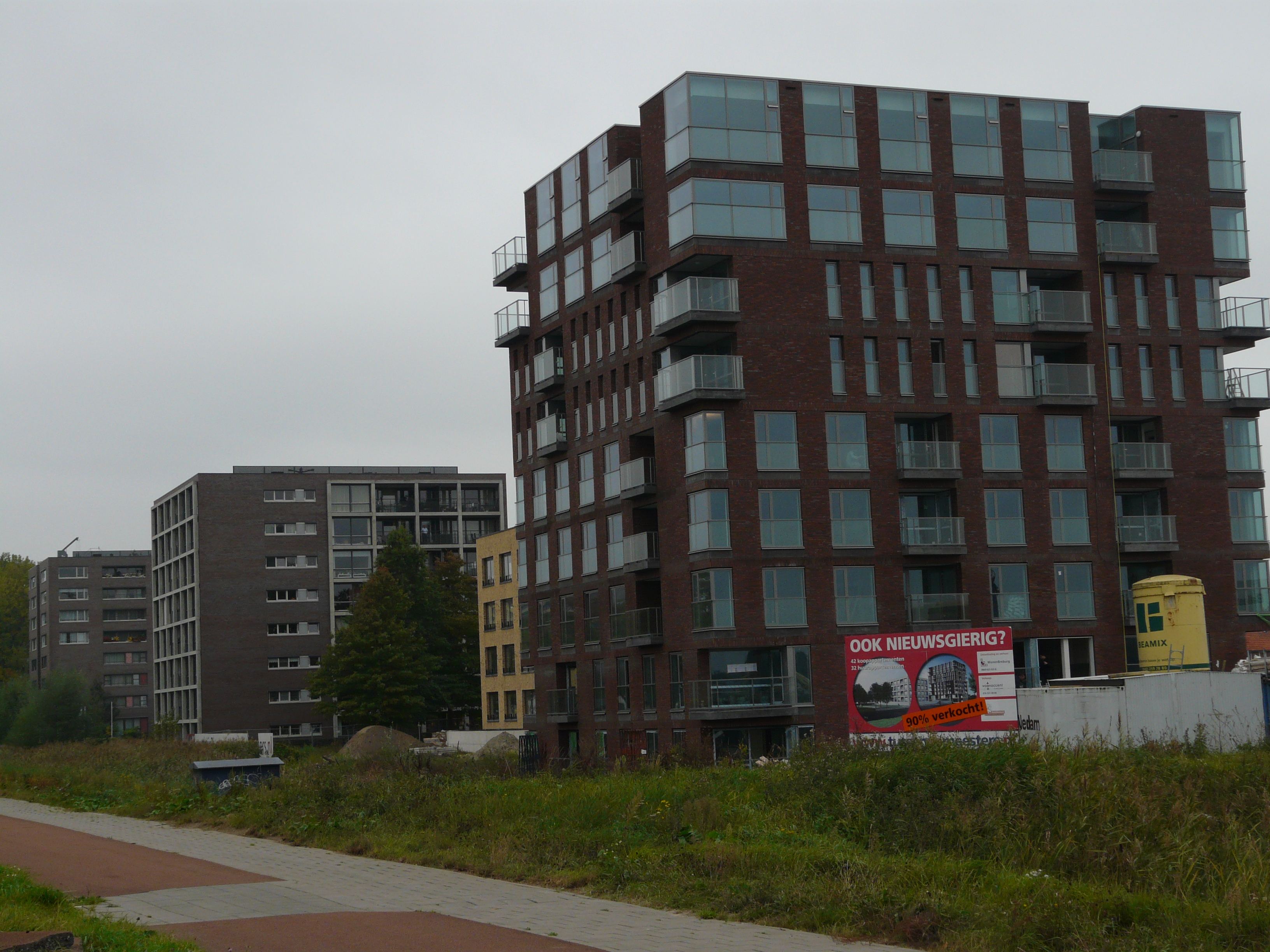

De Geeren, verdeeld in Geeren-Noord (2971 inwoners in 2008) en Geeren-Zuid (3539 inwoners in 2008), zijn twee buurten in het stadsdeel Hoge Vucht in het noorden van de Nederlandse stad Breda.
Deze buurten zijn de meest oostelijke buurten en grenzen aan de Lage Vuchtpolder in het noorden en het industriegebied in het oosten, inclusief de weilanden richting Teteringen waar de wijk Waterdonken gerealiseerd gaat worden.
De gemeente Breda investeert stevig in verbetering van deze buurten, waarbij flatgebouwen worden gesloopt ten faveure van nieuwe woonobjecten.
Aan de rand is de kinderboerderij Breda Noord gevestigd bij Park Hoge Vucht. Ook is er buurthuis Geeren-Zuid. Aan de Bernard de Wildestraat is verzorgingshuis Raffy gevestigd.
Er is ook de vlag van Geeren-Noord.